# Anhar-e Sofla
Anhar-e Sofla (pers. انهر سفلی) – wieś w Iranie, w ostanie Azerbejdżan Zachodni. W 2006 roku miejscowość liczyła 765 mieszkańców w 147 rodzinach.